# هوبير والاس
هوبير والاس هو متسابق يخت كندي، ولد في 3 مارس 1899، وتوفي في 3 يوليو 1984.

## وصلات خارجية
- هوبير والاس على موقع أوليمبيديا (الإنجليزية)